# Kosin (powiat pyrzycki)
Kosin (niem. Kossin) – wieś w Polsce położona w województwie zachodniopomorskim, w powiecie pyrzyckim, w gminie Przelewice.
W latach 1975–1998 miejscowość administracyjnie należała do województwa szczecińskiego. 
Jako wieś parafialna wymieniana jest już w XIII w. W połowie XIII w. wzniesiono granitowy kościół, przebudowany i otynkowany w 1881 r., a który został rozebrany w 1956 r.